# Johann Ernst Schmieden
Johann Ernst Schmieden (ur. 22 września 1626 w Gdańsku, zm. 15 lutego 1707, tamże) – burmistrz gdański, protobibliotekarz (opiekun biblioteki miejskiej), zasłużony dla nauki i kultury.
Był synem burmistrza Nathanaela Schmiedena i jego żony Katarzyny, z d. Brandner.
Będąc opiekunem biblioteki Rady Miasta zgromadził znaczne fundusze na zakup książek oraz egzemplarz obowiązkowy z drukarni miejskiej. Ufundował około dwóch tysięcy woluminów dla biblioteki.
Autor kilkudziesięciu druków okolicznościowych.